# Annapurna
L'Annapurna és el nom d'una sèrie de cims de l'Himàlaia, al Nepal, que s'estenen al llarg de 55 km. El punt més elevat del massís és l'Annapurna I, o Annapurna Est, amb 8.091 m, cosa que el converteix en el desè cim més alt de la Terra. El nom Annapurna és sànscrit i vol dir Deessa de les collites.
L'Annapurna fou la primera muntanya de més de 8.000 m en ser conquerida. Maurice Herzog i Louis Lachenal ho aconseguiren el 3 de juny de 1950.
L'Annapurna Est fou el primer vuit mil ascendit per alpinistes catalans, el 1974.
El massís de l'Annapurna culmina en l'anomenat Annapurna I o simplement Annapurna de 8.091 m d'alçada, L'Annapurna Central (8.051 m) i l'Annapurna Est (des dels 8.026 m del 1950 i després d'algunes mesures ara es de 8.012 m,) constitueixen les altres dues cimeres d'aquest massís que superen els 8.000 m d'alçada, però es tracta en ambdós casos de cims secundaris.
El Massís de l'Annapurna té sis cims principals que superen els 7.200m, a banda de molts altres cims secundaris i menors:
- Annapurna I, 8.091 m
- Annapurna II, 7.937 m
- Annapurna III, 7.555 m
- Annapurna IV, 7.525 m
- Gangapurna, 7.455 m
- Annapurna Sud, 7.219 m

## Ascensions

### Primera ascensió a l'Annapurna Principal 8.091 m
- 1950: Maurice Herzog i Louis Lachenal, en una expedició francesa (composta també per: Lionel Terray, Gaston Rébuffat, Marcel Ichac, Jean Couzy, Marcel Schatz, Jacques Oudot i Francis de Noyelle), ho aconseguiren el 3 de juny de 1950. L'expedició anava acompanyada per vuit xerpes.

El 30 de març sortiren de París. Després de setmanes reconeixent el terreny finalment s'acabà decidint que la cara nord era la més idònia per a l'ascens. Van escollir una via a través de la Glacera de la Falç (pren aquest nom per la seva forma) que baixa des del cim. Després de muntar cinc camps d'alçada, el dia 3 de juny Herzog i Lachenal aconseguiren fer el cim. La baixada fou difícil i llarga per culpa de la boira que se'ls tirà al damunt i els símptomes de congelació a mans i peus que patiren ambdós.

### Altres ascensions als cims de l'Annapurna
- 1970: primera ascensió de la cara sud de l'Annapurna, a càrrec de Don Whillans i Dougal Hastond, membres d'una expedició britànica dirigida per Chris Bonington.
- 1974: El 29 d'abril en Josep Anglada, en Jordi Pons i n'Emili Civís, membres d'una expedició catalana, arriben al cim de l'Annapurna Est (8.012 m), el cim que forma l'extrem oriental de l'aresta cimera. És el primer 8.000 català.
- 1984: Nil Bohigas i Enric Lucas fan l'Annapurna Central (8.051 m) en estil alpí per la cara sud, en una gesta encara pendent de superar per a l'alpinisme català.
- 1987: El 3 de febrer, els polonesos Jerzy Kukuczka i Artur Hajzer realitzaren la primera ascensió hivernal.
- 1987: Primera ascensió catalana i estatal (espanyola) del cim principal 8.091 m de l'Annapurna per Josep Maria Maixé Pasano i Rafael López, pel vessant nord, el 8 d'octubre[3]

### Els altres cims
- L'Annapurna II (7.937 m) fou assolit per primera vegada el 1960 per un equip britànic, indi i nepalès, dirigit per Jimmy Roberts. És un cim isolat i allunyat 30 km del cim principal, per la qual cosa té consideració de muntanya i no cim secundari.
- Annapurna III (7.555 m) fou escalat el 1961 per una expedició índia encapçalada per Mohan Kohli, per la cara nord-est.
- Annapurna IV (7.525 m), proper a l'Annapurna II, fou assolit el 1955 per una expedició alemanya liderada per Heinz Steinmetz.
- El Gangapurna (7.455 m) fou assolit per primera vegada el 1965 per una expedició alemanya encapçalada per Günther Hauser.
- L'Annapurna Sud fou assolit el 1964 per una expedició japonesa.